# Chemische Arbeitsverfahren
Chemische Arbeitsverfahren sind Methoden und Techniken, die im Chemielabor angewendet werden, um fachspezifische Aufgaben zu erledigen. Dazu werden spezielle Geräte verwendet. Typische Aufgaben im Labor sind:
- Herstellung neuer Stoffe (Synthese, Präparate)[1]
- Auftrennung eines Stoffgemisches (Stofftrennung) oder Reinigung eines Stoffes[2]
- Qualitative und quantitative Nachweise von Stoffen oder Stoffmengen in einer Probe (Analyse, Identifikation einer Substanz in einer Probe)
- Aufklärung der molekularen oder kristallinen Struktur eines Materials (Strukturanalyse, Kristallographie)
- Messung einer stoffspezifischen Eigenschaft oder deren Änderung im Verlauf einer chemischen Reaktion (z. B. durch Heizen, Destillation, Extraktion, Chromatographie)

Vielfach hat sich für diese Tätigkeiten ein eigener Laborjargon eingebürgert.

## Heizen und Kühlen
Viele Verfahren im chemischen Labor (zum Beispiel: Durchführung von Reaktionen, Trennverfahren) benötigen die Zufuhr von Wärmeenergie oder die Einstellung einer bestimmten Temperatur. Hierzu erforderliche Arbeitsverfahren und -mittel sind:
- Brenner, wie Bunsenbrenner oder Teclubrenner etc.
- Heizbäder und Heizhauben werden vor allem eingesetzt, um konstante Temperaturen zu erreichen. Je nachdem, welche Temperatur benötigt wird, verwendet man unterschiedliche Übertragungsmedien:
  - Wasserbad
  - Ölbad
  - Glycolbad
  - Siliconölbad
  - Sandbad
- Kältemischungen
- Flüssiger Stickstoff – vor allem um Stoffe mit niedrigen Siedetemperaturen zu verflüssigen.

Das gezielte Mischen von Stoffen z. B. zum Herstellen einer Lösung bestimmter Konzentration (Verdünnen, Konzentrieren) ist eine wichtige Tätigkeit im Chemielabor, die chemisches Fachrechnen voraussetzt (Stöchiometrie) sowie den Gebrauch von Volumen-Messgeräten und Waagen. Die Auftrennung von Stoffgemischen in Reinstoffe, z. B. zur Reinigung eines Roh-Präparates, erfolgt über Stofftrennverfahren. Werden diese angewendet, um Edukte, Nebenprodukte u. ähnl. als „Verunreinigungen“ von einem gewünschten Produkt zu trennen, so werden diese Verfahren Reinigungsverfahren genannt – so z. B. das Trocknen als Befreien eines Präparates von Feuchtigkeit (Wasser). Die wichtigsten Arbeitsmethoden in diesem Bereich sind:
- Destillation – klassische Trennmethode, deren Prinzip auf der Ausnutzung von unterschiedlichen Siedetemperaturen der Komponenten beruht.[4]
- Wasserdampfdestillation – spezielle Variante, die ein schonende Trennung ermöglicht.[5] Wird häufig bei Naturstoffen angewendet.
- Filtrieren – es gibt verschiedene Arten von Filtern.[6]
- Umkristallisieren – dient der Reinigung von Stoffen.[7]
- Chromatographie – dient der Analyse von Stoffgemischen aufgrund der physikalischen oder chemischen Eigenschaften ihrer Bestandteile.[8] Es gibt verschiedene Varianten:
  - Dünnschichtchromatographie: Die Probe wird auf eine mit Silikagel beschichtete Platte getropft und diese in ein Eluentenmittel gestellt. Der Eluent wird dabei von unten nach oben durch das Silikagel gesaugt und dabei die Probe aufgetrennt.
  - Gaschromatographie: Die Probe wird durch ein Trägergas (meist Wasserstoff) durch eine Kapillare gedrückt, wobei die verschiedenen Bestandteile getrennt werden.
  - HPLC (HighPressureLiquidChormatographie – Hochleistungsflüssigkeitschromatografie): Die Probe wird unter Hochdruck (ca. 100 bar) in eine Säule gepumpt, wobei wieder das oben genannte Prinzip angewendet wird.
- Beim Ausschütteln wird ein gelöster Stoff durch ein anderes Lösungsmittel extrahiert.[9]

## Messverfahren
- Masse-Bestimmung mit der Analysenwaage
- Volumenbestimmung mit:
  - Messzylinder
  - Pipette[10]
  - Kolbenprober, Gasmaus und pneumatische Wanne mit Messzylinder
- pH-Wert-Messung über pH-Meter oder eine Säure-Base-Titration mit Indikator oder pH-Elektrode
- Verfahren der instrumentellen Analytik zur Bestimmung der Konzentration, molaren Masse, Dichte, optischer Aktivität, Viskosität und ähnlicher stoffspezifischer Konstanten über:
  - optische Methoden,
  - spektroskopische Methoden,
  - chromatographische Methoden,
  - elektroanalytische und weitere physikalische Methoden.

Hierzu zählen z. B. photometrische Messungen und die Bestimmung des Brechungsindexes (Refraktometrie).
Weitere Beispiele siehe unter Instrumentelle Analytik, Quantitative Analyse, Viskosimetrie, Osmometrie, Polarimetrie.
Nasschemische Analysemethoden wie die Volumetrie (Titration, Maßanalyse) und Gravimetrie (Fällungsanalyse) werden nicht zu den instrumentellen Analysemethoden gerechnet.

## Temperatur-Messung, Phasenumwandlungs-Temperatur-Messungen und Bestimmungen der molaren Masse
Vor allem zur Stoffeigenschaftsbestimmung nötig, aber auch um die optimale Temperatur für eine chemische Reaktion beizubehalten.
- Schmelzpunkt-Bestimmung[12] und Messung der Schmelzpunkterniedrigung (Kryoskopie, Gefrierpunkt-Bestimmung)
- Siedepunkt-Bestimmung und Messung der Siedepunktserhöhung (Ebullioskopie)

## Nachweisverfahren mit Hilfe von chemischen Reaktionen
- Kationentrenngang – ein Verfahren, in dem nach einer vorgegebenen Reihenfolge Bestandteile abgetrennt und dabei identifiziert werden können. Dabei werden aber nur positiv geladene Teilchen (positiv geladene Ionen = Kationen) abgetrennt
- Nachweisreaktionen für Anionen (negativ geladene Teilchen) – bestimmte Reagenzien (Nachweismittel) führen bei der Anwesenheit von bestimmten Teilchen (Analyten) zu speziellen Reaktionen (siehe unter Kationennachweise, Anionennachweise, Nachweisreaktion).
- Nachweisreaktionen für spezielle organische Stoff-Gruppen
- Vorproben, z. B. die Boraxperle

## Handwerkliche Arbeiten
- Glasbearbeitung
- Entwicklung, Auf- und Abbau von Versuchsapparaturen
- Herstellung von Maßlösungen für eine Titration

## Automatisierte Arbeitsverfahren
Im Zuge der Rationalisierung von Arbeitsverfahren werden zunehmend auch Laborarbeiten automatisiert, die bisher manuell durchgeführt wurden. Hierfür werden Laborautomatisierungssysteme eingesetzt, die Messwerte (Temperatur, Druck, pH-Wert usw.) mit Hilfe geeigneter Sensoren erfassen und die Laborgeräte (Heiz/Kühl-Systeme, Laborrührer, Pumpen usw.) ansteuern. In diesem Kontext werden die Arbeitsverfahren als Verfahrenstechnische Grundoperationen bezeichnet. Siehe auch Laborautomatisierung.